# Флемен
Фле́мен (нем. flehmen «оголять верхние зубы») — поведение млекопитающих (например, лошадей или кошек), при котором животное вдыхает с открытым ртом и характерным движением губ (загнутой верхней губой), связанного с захватом летучих ароматных веществ, в частности феромонов, в зону воспринимающего органа — вомероназального органа (сошниково-носовой орган) над нёбом через проток за передними зубами животного.

## Описание
Животное, исследующее запахи или вкусы в местах, представляющих особый интерес, или, возможно, в более общем плане, может проявить реакцию флемена. Эта реакция характеризуется тем, что животное загибает верхнюю губу, обнажая передние зубы и десны, затем вдыхает и удерживает позу в течение нескольких секунд. Поведение может выполняться в определенных местах, и в этом случае животное может также лизать интересующее место. Данное действие может выполняться с вытянутой шеей и высоко поднятой головой для более общего вкусового исследования. Реакция флемена часто создает впечатление, что животное «гримасничает», «ухмыляется» или «смеется».

## Функция
Сошниково-носовой орган (орган Якобсона), как правило, связан с ротовой полостью, носовыми ходами или с тем и другим. Когда определенные запахи воздействуют на вомероназальный орган, сигналы передаются через сошниково-носовой нерв в центры дополнительных обонятельных луковиц мозга. В зависимости от обнаруженного запаха могут запускаться различные физиологические и поведенческие реакции.
Флемен встречается у некоторых животных, таких как змеи, ящерицы и многие млекопитающие (например, мыши, крысы, слоны, крупный рогатый скот, собаки, кошки, козы и свиньи). Эти животные выполняют реакцию флемена, чтобы исследовать источник запаха, представляющий особый интерес.
Реакция флемена важна для определения репродуктивного статуса потенциального партнера. Некоторые животные, например козы, проявляют такое поведение в ответ на запах мочи, в том числе представителей других видов. У собак флемен проявляется после лизания поверхности или объекта, а не вдыхания запаха.
Определение репродуктивного статуса: поведение позволяет животным определять несколько факторов, в том числе наличие или отсутствие течки, физиологическое состояние животного и то, как давно оно прошло.
Репродуктивная синхрония: поведение флемена также играет роль в репродуктивной синхронии между самками. У черной антилопы частота флеменов менялась в зависимости от сезона, причем самый высокий уровень наблюдался непосредственно перед зачатием. Самки антилоп тесно связаны с другими самками в том же репродуктивном состоянии. Флемен оценивает предполагаемую синхронность родов у самок. Флемен — это механизм, используемый самками черных антилоп для управления временем как зачатия, так и рождения потомства. У американских бизонов также поведение флеменов у самок стимулирует начало эструса и синхронизацию копуляции.
Межвидовая коммуникация: реакция флемена не ограничивается однородным общением. Козы были проверены на данную реакцию с применением мочи 20 различных видов животных, включая несколько видов, не относящихся к млекопитающим. Это исследование предполагает, что в моче всех животных есть общий элемент, феромон, который вызывает поведение флемена. В частности, уровни химических феромонов модифицированной формы андрогена, полового гормона, были связаны с реакцией у коз. 
После родов: кобылы обычно демонстрируют пик реакции флемена в течение первых нескольких часов после родов. Запах новорожденного жеребенка и околоплодных вод, связанных с рождением, часто вызывает реакцию. 
Неполовозрелые животные: у молодых лошадей и жеребят демонстрируется поведение флемена по отношению к другим сородичам, причем ни один из полов не проявляет такого поведения больше, чем другой. Тем не менее молодые самки демонстрируют флемен до пяти раз чаще, чем зрелые кобылы. У молодых слонов также присутствует данная реакция на стимуляторы. Флемен новорожденных слонов демонстрирует структурную зрелость, аналогичную взрослым, что подтверждает вывод о том, что в возрасте всего шести недель он способствует доставке химических феромонов в функциональный вомероназальный орган. 

## Реакция у человека
У большинства взрослых людей отсутствует функциональный орган Якобсона (по крайней мере, в целом). Когда человек сталкивается с неприятным зрелищем или запахом, он склонен с отвращением закатывать верхнюю губу, но поскольку это действие обычно не сопровождается вдыханием, реакция может иметь другую функцию, чем реакция флемена у животных. Человек, проявляющий реакцию, будет высоко держать голову со слегка приоткрытым ртом. Верхняя губа будет свернута, а язык вытянут.
Сошниково-носовой орган присутствует у эмбрионов человека. Однако, хотя у некоторых взрослых обнаруживаются идентифицируемые рудименты, этот орган, по-видимому, не выполняет значительной функции у взрослых представителей человеческого рода.

## Примеры животных, испытывающих флемен
- Реакция флемена у тапира
- Реакция флемена у вапити
- Реакция флемена у козла
- Реакция флемена у зебры